# Stal Gorzów Wielkopolski
Der Stal Gorzów Wielkopolski ist ein polnischer Motorsportverein aus Gorzów Wielkopolski, der sich auf Speedwayrennen spezialisiert hat und in der Speedway Ekstraliga startet.

## Speedwayfahrer

### Kader

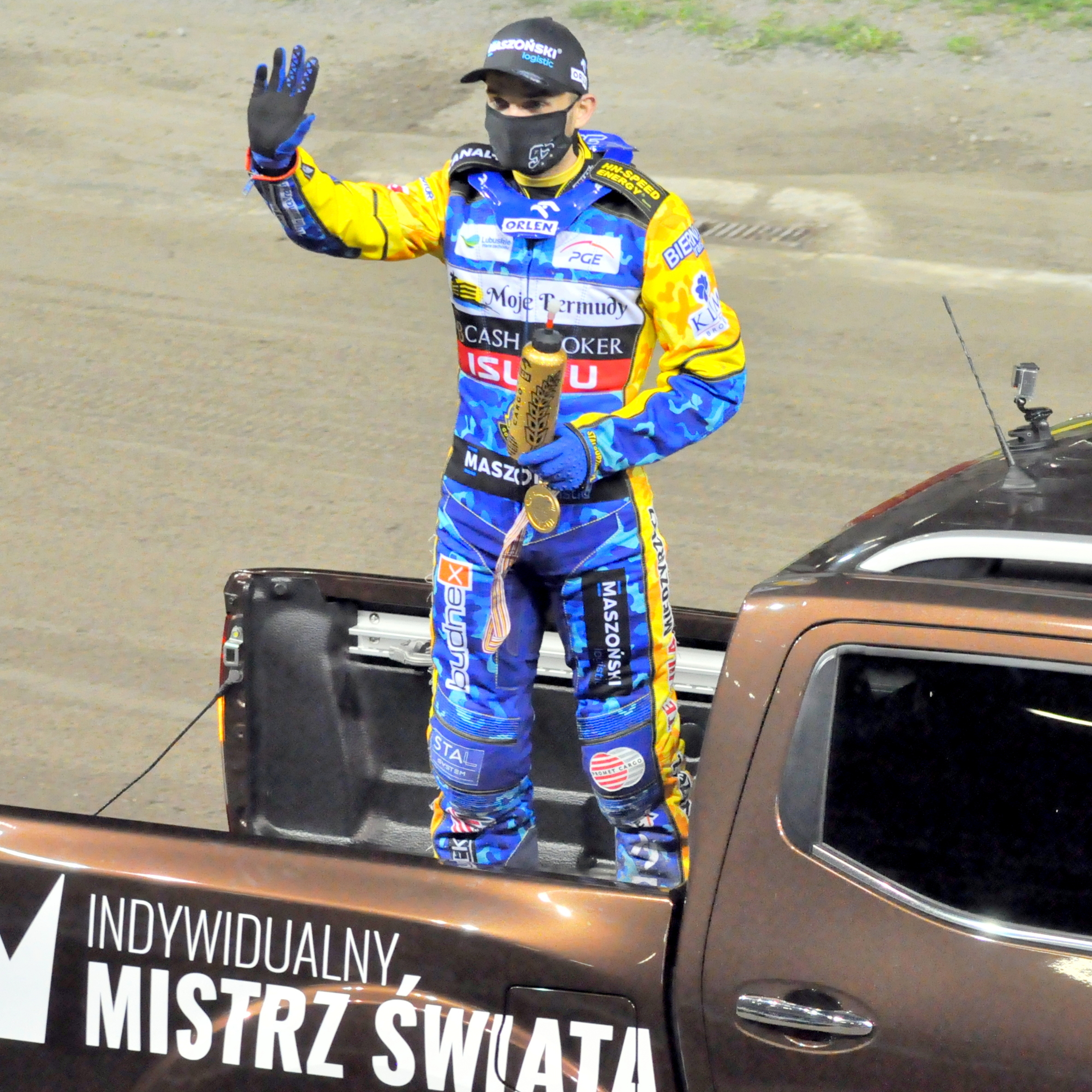
Bartosz Zmarzlik in der Saison 2020

- Stand: 25. März 2022

| Nat.                   | Name               |
| ---------------------- | ------------------ |
| Polen                  | Mateusz Bartkowiak |
| Danemark               | Patrick Hansen     |
| Polen                  | Oskar Hurysz       |
| Polen                  | Wiktor Jasiński    |
| Tschechien             | Daniel Klíma       |
| Polen                  | Oskar Paluch       |
| Norwegen               | Mathias Pollestad  |
| Polen                  | Oliwier Ralcewicz  |
| Vereinigtes Konigreich | Anders Rowe        |
| Finnland               | Timi Salonen       |
| Danemark               | Anders Thomsen     |
| Slowakei               | Martin Vaculík     |
| Polen                  | Szymon Woźniak     |
| Polen                  | Bartosz Zmarzlik   |

#### Polnischen Speedwayfahrer
- Die Liste enthält nur Speedwayfahrer Polens Medaillen WC und EM auf Speedway-Teams.

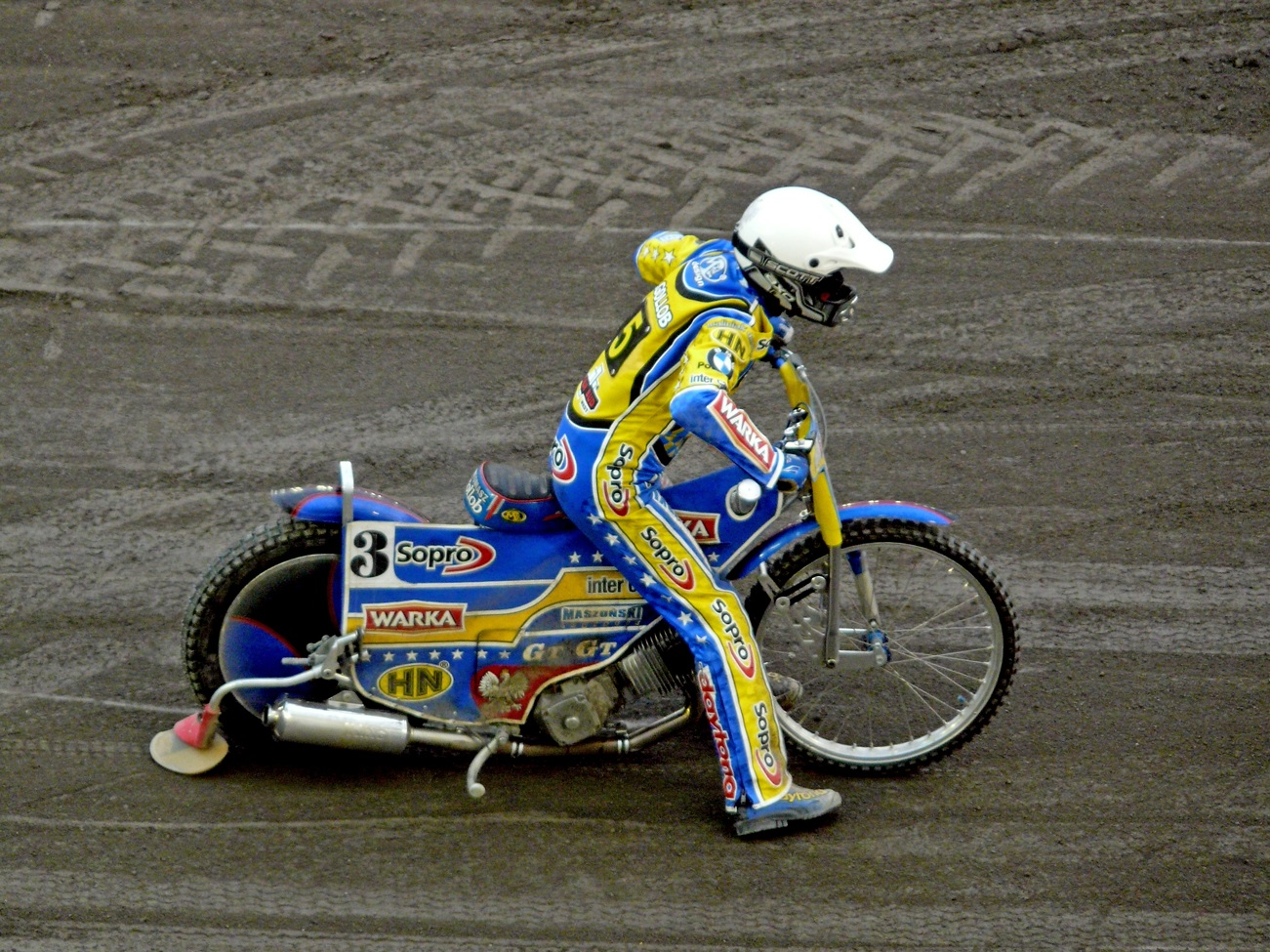
Tomasz Gollob in der Saison 2009

- Krzysztof Cegielski (1996–1999)
- Adrian Cyfer (2010–2016)
- Łukasz Cyran (2008–2013)
- Ryszard Fabiszewski (1971–1982)
- Tomasz Gapiński (2010, 2013–2016)
- Tomasz Gollob (2008–2012)
- Adrian Gomólski (2013)
- Paweł Hlib (2002–2008, 2013)
- Rune Holta (2008–2009)
- Edward Jancarz (1965–1985)
- Marian Kaiser (1950–1951)
- Rafał Karczmarz (2014–2021)
- Krzysztof Kasprzak (2012–2020)
- Edmund Migoś (1956–1971)
- Artur Mroczka (2011–2012)
- Bogusław Nowak (1970–1984)
- Rafał Okoniewski (1999–2001, 2009)
- Przemysław Pawlicki (2010, 2016–2017)
- Zenon Plech (1970–1976)
- Andrzej Pogorzelski (1963–1972)
- Bolesław Proch (1977–1980)
- Jerzy Rembas (1971–1990)
- Mariusz Staszewski (1991–1997, 2001–2002)
- Piotr Świst (1984–1997, 2000–2002)
- Grzegorz Walasek (2018)
- Szymon Woźniak (2018– )
- Bartosz Zmarzlik (2010– )

#### Deutsche Speedwayfahrer
- Klaus Lausch (1991)
- Erik Pudel (2007)
- Erik Riss (2018–2020)

#### Ausländische Speedwayfahrer
- Die Liste enthält nur Vertreter der ausländischen Speedwayfahrer in der polnischen Liga.

| - Craig Boyce (2000) - Jason Crump (1994, 1996, 2000–2001) - Jack Holder (2020) - Jason Lyons (1996) - Sam Masters (2010–2012) - Bohumil Brhel (1992–1994) - Lukáš Dryml (2002) - Daniel Klíma (2022) - Hans Andersen (2001, 2011) - Marcus Birkemose (2020- ) - Kenneth Bjerre (2005) - Kenneth Hansen (2008) - Patrick Hansen (2022) - Niels K. Iversen (2011–2017, 2020) - Frederik Jakobsen (2019) - Rasmus Jensen (2014–2015) - Michael J. Jensen (2012, 2016) | - John Jørgensen (1999) - Peter Kildemand (2019) - Nikolai Klindt (2020–2021) - Jesper B. Monberg (2002, 2007–2008) - Nicki Pedersen (2010–2011) - Anders Thomsen (2019- ) - Joonas Kylmäkorpi (1999, 2006–2007) - Jari Mäkinen (2008–2009) - Timi Salonen (2022) - Olli Tyrväinen (1991) - Einar Kyllingstad (1992) - Mathias Pollestad (2022) - Roman Poważny (1999) - Martin Vaculík (2017–2018, 2021) - Matej Žagar (2009–2012, 2014–2016) - Matej Ferjan (2007–2008) - Sebastian Bengtsson (2006) | - Oliver Berntzon (2016) - Maksymilian Bogdanowicz (2015–2016, 2020) - Stefan Dannö (2001) - Daniel Davidsson (2017) - Simon Gustafsson (2010) - Filip Hjelmland (2018–2020) - Kim Jansson (2006–2007) - Robert Johansson (2006) - Thomas H. Jonasson (2006–2009) - Andreas Jonsson (1999–2000) - Peter Karlsson (2008–2009) - Niklas Klingberg (2003, 2006–2007) - Peter Ljung (2018) - Mikael Max (2013) - Daniel Nermark (2003–2004, 2006, 2013) - Tony Olsson (1991) - Tony Rickardsson (1997–1998) | - David Ruud (2006–2007, 2009–2010) - Linus Sundström (2013–2015, 2017–2018) - Mathias Thörnblom (2014) - Magnus Zetterström (2003–2004, 2007) - Billy Hamill (1994–1995) - Josh Larsen (1995) - Antal Kócsó (1991–1993) - Craig Cook (2014–2015) - Adam Ellis (2019) - Gary Havelock (1992–1993, 1996) - Mark Loram (2005) - Chris Louis (1995) - Anders Rowe (2022) - Joe Screen (2002) |